# Улица Ленина (Минск)

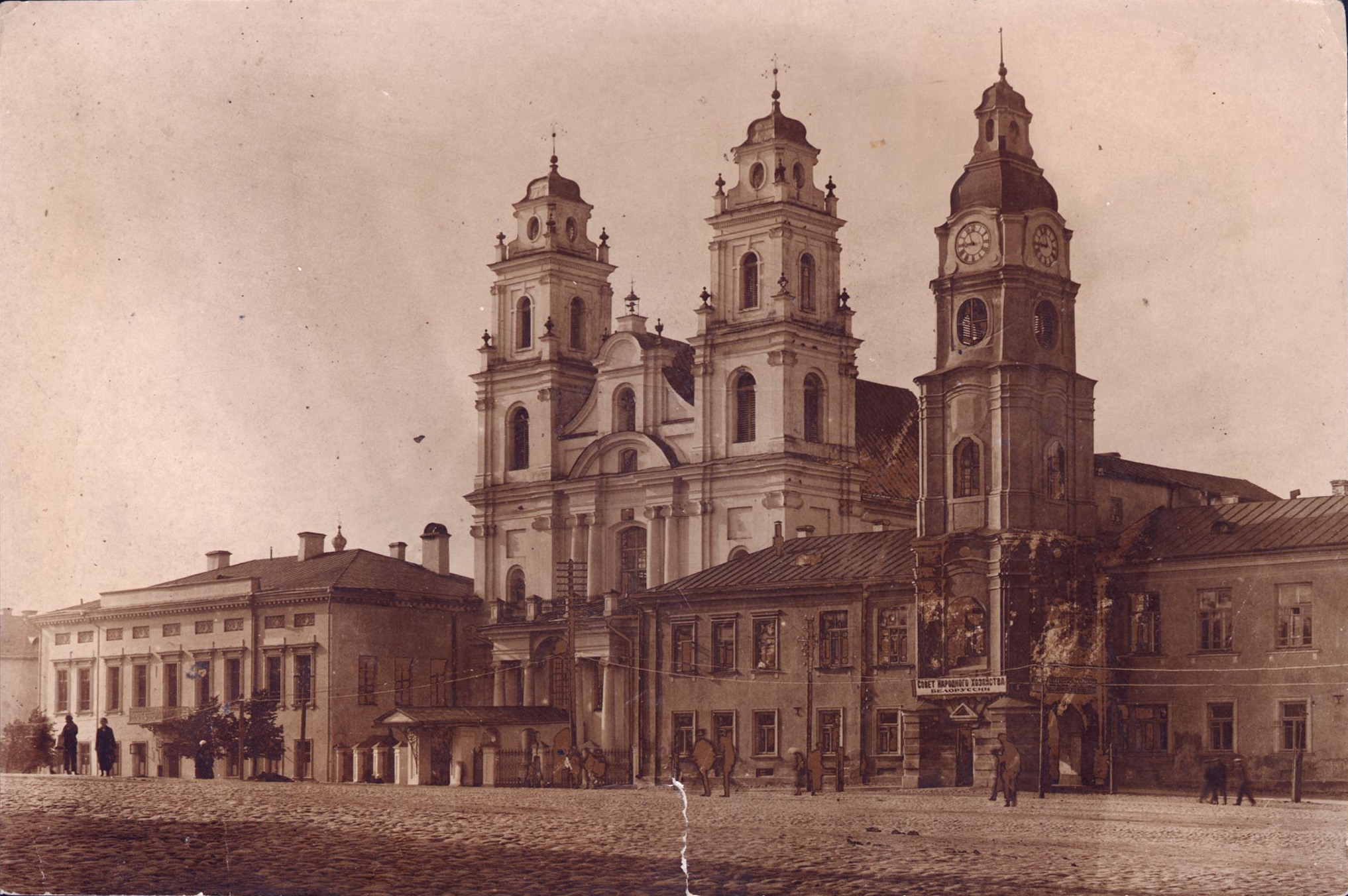
Начальный участок улицы (площадь Свободы) на фотографии 1928 года

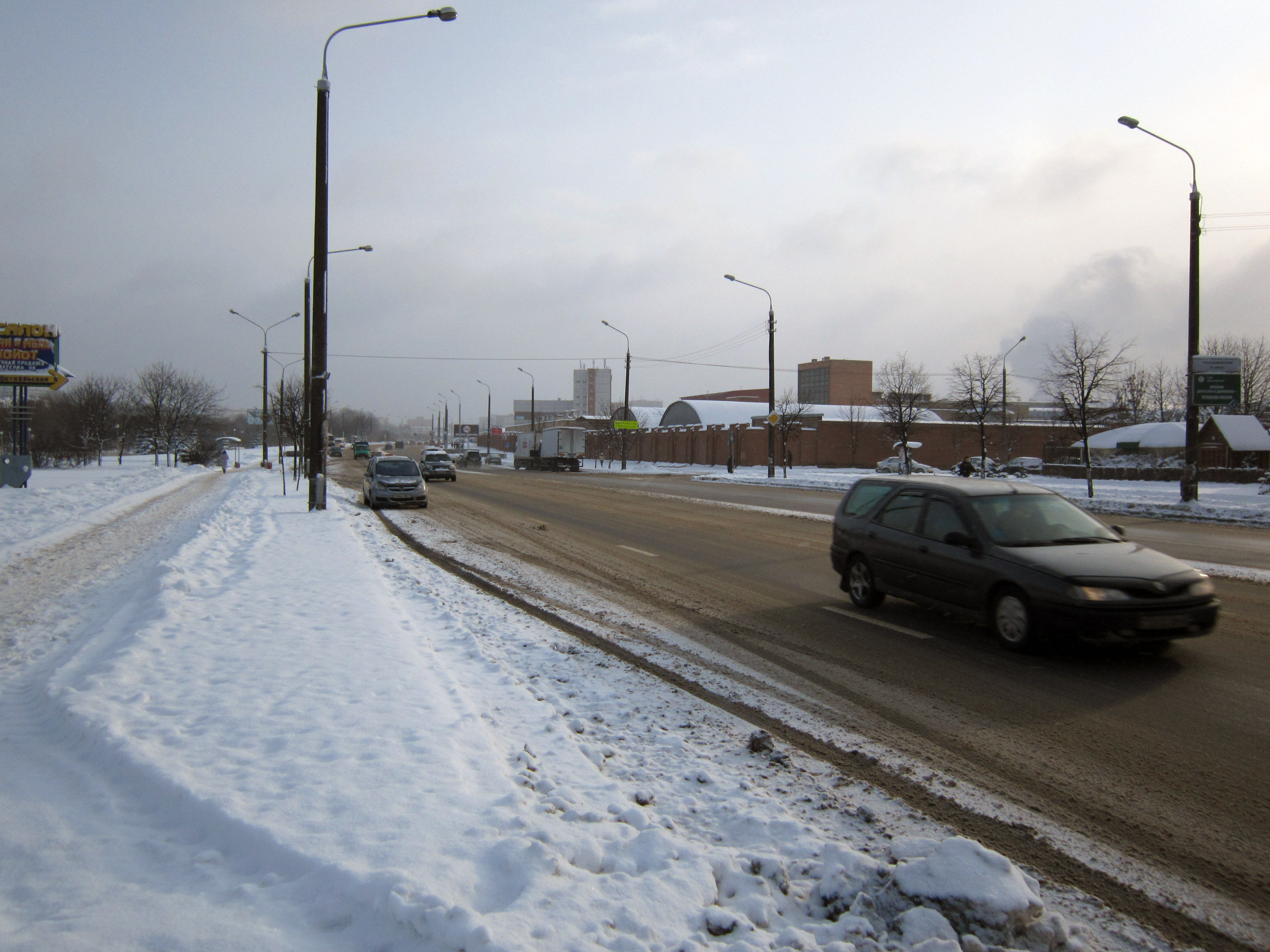
Новая часть улицы Ленина и ликёро-водочный завод «Кристалл»

У́лица Ле́нина (бел. Вуліца Леніна) — улица в центральной части Минска, одна из самых загруженных в городе.

## Общие сведения
Ранее называлась Францисканской (XVII—XIX в.), Губернаторской (XIX в. — 1919), Карла Маркса (1919—1922), Ленинской (1922—1945), с 1945 года — улица Ленина. Протяжённость около 2,5 км, ранее протяжённость составляла 950 метров (до Ульяновской улицы). Нумерация домов — от площади Свободы. Застраивалась с XVI века, но практически все современные здания — первых послевоенных лет. В 1948—1950 годах в центральной части улицы устроен бульвар.
Проходит от площади Свободы как продолжение проспекта Победителей на юго-восток. Пересекает Революционную и Интернациональную улицы на площади Свободы, затем — проспект Независимости, улицу Карла Маркса, улицу Кирова, Ульяновскую улицу, Смоленскую улицу, и заканчивается развязкой с Партизанским проспектом и Аранской улицей. Продолжение — Тростенецкая улица.
На разных участках улица имеет от одной до трёх полос в каждую сторону. До 1980-х годов улица завершалась пересечением с Ульяновской улицей, впоследствии был построен мост через Свислочь и продолжение улицы, что позволило связать центр города с Партизанским проспектом. До начала 2000-х в конце улицы действовали одноуровневый железнодорожный переезд с оживлённым Оршанским (Московским) направлением БЖД и перекрёсток с Партизанским проспектом. В настоящее время построены железнодорожный мост и двухуровневая автомобильная развязка.
Застройка улицы послевоенная, за исключением корпусов 3-й городской больницы. Дома 4, 5, 6 и 8 построены в 1952—1956 годах (арх. Г. Заборский), дом 18 в 1949—1951 годах (арх. А. Брегман, Н. Дроздов, Г. Заборский, В. Король, В. Вараксин).

## Адреса
На улице расположены:
- Национальный художественный музей Республики Беларусь (арх. М. Бакланов, 1957)[4];
- Здание Министерства иностранных дел Беларуси (бывший горком КПБ; арх. Л. Левин, Ю. Градов, С. Тылевич, 1979)[5];
- 3-я городская клиническая больница им. Клумова[6].

В начале XX века на улице располагались следующие известные здания:
- Дом По́ляка[8]. В здании размещались: гостиница «Европа» (одна из крупнейших в то время на территории современной Беларуси; в настоящее время на прежнем месте открыт отель с аналогичным названием), минское отделение Виленского коммерческого банка, библиотека и книжный магазин В. Фрумкина, магазин А. М. Левина;
- Мастерская каучуковых и металлических штемпелей И. З. Изакова[9];
- Фирменный магазин А. Г. Гурвича, ювелирный магазин М. Я. Изгура[10];
- Городская управа и дума. Там же располагался магазин канцтоваров и галантереи И. Х. Шапиро[11];
- Техническая контора С. А. Анцелиовича. Там же располагался магазин тканей Н. А. Воронкова[12];
- Магазин хозтоваров, велосипедов, мотоциклов и оружия Малявского, мебельный магазин Годера, книжный магазин Е. Френкеля, гостиница «Швейцария» на 18 номеров[13];
- Минское лесопромышленное товарищество взаимного займа, универсальный магазин братьев К. и Н. Борщ и Я. Лившица, магазин обуви А. С. Наймана, спецмастерская дамских уборов Е. Малиновской и мастерская женской верхней одежды Г. З. Фишкина[14];
- Гостиница «Московская» на 14 номеров[15];
- Магазины Т. З. Кац и Б. З. Полякова[16];
- Спецсклад-магазин И. Л. Лимоне[17];
- Магазин английских тканей[18];
- Дом Раковщиков, типография И. Каплана, магазин Я. И. Гаушко[19];
- Типография И. и В. Тасьман. Там же — банковская контора купцов 1-й гильдии М. Е. Поляка и Е. Б. Вейсбрема, а также редакции газет «Минское эхо» и «Минский голос» и переплётная мастерская Биндлера[20];
- Мужская правительственная гимназия, где учились, в частности, белорусские писатели и поэты Янка Лучина и Ядвигин Ш.[21];
- Редакция газеты «Голос провинции»[22];
- Магазин хозтоваров А. И. Когана. Там же располагалась гостиница «Старо-Берлин» на 19 номеров[23];
- Редакция газеты «Северо-Западный край». Там же располагались Московская гостиница на 30 номеров и Константинопольская кондитерская[24];
- Гостиница «Гранд Отель» на 8 номеров[25];
- Типография Х. Я. Дворжеца, где был издано несколько произведений В. Дунина-Марцинкевича и В. Сырокомли. Там же располагались редакция газеты «Минская газета-копейка» и кофейня М. И. Яковлева[26];
- Почтово-телеграфная контора и телефонная станция. Там же располагалась почтово-телеграфная амбулатория[27];
- Редакция газет «Минская речь» («Минское слово»)[28];
- Еврейская больница (сейчас там располагаются корпуса 3-й городской клинической больницы им. Клумова)[29].